# 沈建仁
沈 建仁（Jian-Ren Shen、しん けんじん、1961年11月10日 - ）は生物化学者。岡山大学自然科学研究科教授。中国浙江省生まれ。専門は光合成、植物生理学など。
光合成の水分解に関わるタンパク質複合体（PSII pigment-protein complex）の結晶を作成し、構造を解析した。

## 経歴
1982年中国浙江農業大学農学部(現・浙江大学)卒業後、1990年東京大学大学院理学研究科博士号取得、理化学研究所特別研究員。1997年同播磨研究所先任研究員。2003年から岡山大学教授。

## 受賞・栄誉
- 2012年 朝日賞（神谷信夫と共同）[1]
- 2012年 本光合成学会特別賞 「光と緑の賞」（共同受賞）
- 2016年 日本結晶学会 西川賞（共同受賞）[2]
- 2017年 みどりの学術賞
- 2020年 グレゴリー・アミノフ賞
- 2020年 紫綬褒章[3]
- 2021年 日本植物生理学会賞[4]
- 2023年 東レ科学技術賞